# ديفيد تشو
ديفيد تشو (بالإنجليزية: David Cho)‏ هو صحفي أمريكي، ولد في عقد 1970.